# Kidde (slægt)
 For alternative betydninger, se Kidde. (Se også artikler, som begynder med Kidde)
Slægten Kidde stammer fra proprietærgården Kiddegård i Jelling Sogn i Østjylland. Slægten er oprindeligt politisk nationalkonservativ, og Aage Kidde var med til at grundlægge den ungkonservative bevægelse i Danmark. Kidde-familien tæller også en del officerer, bl.a. oberst Olav Kidde, der var med til at udvikle Flyvevåbnet til et selvstændig værn efter 2. verdenskrig og slotsforvalter på Fredensborg Slot, oberst John Kidde-Hansen.
Mange medlemmer af slægten har haft kunstnerisk talent inden for litteratur og billedkunst; såsom forfatterne Harald Kidde og Astrid Ehrencron-Kidde, multikunstneren  Rune T. Kidde, illustratoren Thormod Kidde og keramikeren Ragnhild Kidde.
Andre familiemedlemmer med en offentlig profil er filmanmelderen Louise Kidde Sauntved, reklamebureauejeren Carsten Kidde og den tidligere tegneserieredaktør Marianne Kidde.

## Kendte medlemmer
- Harald Kidde (1878-1918) – dansk forfatter (Harald Henrik Sager Kidde)
- Olav Kidde (1892-1968) – dansk officer (Olav Kristensen Kidde)
- Rune T. Kidde (1957-2013) – dansk tegneserietegner og forfatter (Rune Torstein Kidde)
- Thormod Kidde (1925-1996) – dansk illustrator og maler
- Aage Kidde (1888-1918) – dansk politiker (Aage Ingebjørn Sager Kaas Kidde)
- Astrid Ehrencron-Kidde (1874-1960) – dansk forfatter (Astrid Margrethe Ehrencron-Kidde, født Ehrencron-Müller)
- Carsten Kidde-Hansen (1912-2004) – dansk direktør
- John Kidde-Hansen (født 1946) – dansk officer og kammerherre
- Malte Kidde Skov (født 1989) - dansk møbelarkitekt